# Гарт (Мічиган)
Гарт (англ. Hart) — місто (англ. city) в США, в окрузі Оушеана штату Мічиган. Населення — 2053 особи (2020).

## Географія
Гарт розташований за координатами 43°41′47″ пн. ш. 86°22′17″ зх. д. / 43.69639° пн. ш. 86.37139° зх. д. (43.696481, -86.371410).  За даними Бюро перепису населення США в 2010 році місто мало площу 5,37 км², з яких 4,95 км² — суходіл та 0,42 км² — водойми.

## Демографія
Згідно з переписом 2010 року, у місті мешкало 2126 осіб у 757 домогосподарствах у складі 478 родин. Густота населення становила 396 осіб/км².  Було 849 помешкань (158/км²).
Расовий склад населення:
| - 84,3 % — білих - 0,8 % — корінних американців - 0,5 % — чорних або афроамериканців - 0,2 % — азіатів - 12,6 % — осіб інших рас |

До двох чи більше рас належало 1,6 %. Частка іспаномовних становила 25,7 % від усіх жителів.
За віковим діапазоном населення розподілялося таким чином: 26,4 % — особи молодші 18 років, 53,7 % — особи у віці 18—64 років, 19,9 % — особи у віці 65 років та старші. Медіана віку мешканця становила 37,3 року. На 100 осіб жіночої статі у місті припадало 93,1 чоловіків;  на 100 жінок у віці від 18 років та старших — 84,7 чоловіків також старших 18 років.
Середній дохід на одне домашнє господарство  становив 39 072 долари США (медіана — 26 578), а середній дохід на одну сім'ю — 44 134 долари (медіана — 30 952). Медіана доходів становила 30 263 долари для чоловіків та 27 396 доларів для жінок. За межею бідності перебувало 36,5 % осіб, у тому числі 54,9 % дітей у віці до 18 років та 16,2 % осіб у віці 65 років та старших.
Цивільне працевлаштоване населення становило 659 осіб. Основні галузі зайнятості: освіта, охорона здоров'я та соціальна допомога — 20,6 %, виробництво — 19,3 %, роздрібна торгівля — 12,4 %, мистецтво, розваги та відпочинок — 8,8 %.